# Синдром Лёфгрена
Синдром Лёфгрена — наиболее часто встречаемый симптомокомплекс при остром дебюте саркоидоза. Включает в себя лихорадку, узловатую эритему, суставной синдром, внутригрудная лимфаденопатия.

## История
Впервые синдром описан в конце 50-х годов прошлого века Свеном Лёфгреном, как форма острого саркоидоза с указанной характерной тетрадой.

## Особенности клиники
Узловатая эритема (лит. erythema nodosum) представляет собой болезненные подкожные уплотнения с гиперемией. В отличие от саркоидоза кожи, имеет реактивный характер и встречается только при остром/подостром течении саркоидоза. Узловатая эритема является важным, но неспецифическим признаком, её биопсия не имеет диагностического значения, поскольку саркоидных гранулём не содержит, а морфологическим её субстратом является неспецифический васкулит.
Суставной синдром наиболее ярко выражен при синдроме Лёфгрена, но может встречаться как самостоятельный синдром.
Боль и опухание чаще всего могут быть в голеностопных суставах, суставах кистей и стоп, реже — в других, в том числе и в позвоночнике.
Внутригрудная лимфоденопатия (увеличение внутригрудных лимфатических узлов) может проявляться сухим кашлем. Это обусловлено раздражением/сдавлением нервных окончаний, но также может быть следствием саркоидоза самих бронхов.

## Диагностика
Узловатая эритема часто является проявлением синдрома Лёфгрена, потому следует провести рентгенографию органов грудной клетки. Внутригрудная лимфаденопатия как правило имеет двустороннее расположение и хорошо видна на прямой или боковой обзорной рентгенограмме органов грудной клетки.

## Лечение
Обычно узлы erythema nodosum регрессируют спонтанно в течение нескольких недель, и нередко простой покой и постельный режим бывают достаточным лечением.
Ацетилсалициловая кислота и НПВС способствуют обезболиванию и разрешению синдрома. Системные кортикостероиды (СКС) позволяют быстро купировать проявления узловатой эритемы.
Не следует забывать о высокой вероятности спонтанной ремиссии саркоидоза, и сама по себе узловатая эритема не является показанием к назначению СКС при саркоидозе.

## Прогноз
Синдром Лефгрена как вариант течения саркоидоза ассоциируется с хорошим прогнозом.